# 6954 Потьомкін
6954 Потьо́мкін (6954 Potemkin) — астероїд головного поясу, відкритий 4 вересня 1987 року.
Тіссеранів параметр щодо Юпітера — 3,665.